# Pčelarice
Pčelarice (lat. Meropidae) su porodica ptica iz reda smrdovrana.
Većina vrsta živi u Africi, ali neke se pojavljuju u južnoj Europi, Australiji i na Novoj Gvineji. Karakterizira ih šareno perje, vitko tijelo i obično izdužena centralna repna pera. Sve imaju kljunove savijene prema dolje i šiljasta krila, koja im daju izgleda lastavice u letu. Postoji 26 vrsta.
Kao što njihov naziv kaže, pčelarice se uglavnom hrane letećim kukcima, posebno pčelama i osama. Njih uhvate u zraku bacivši se s neke grane. Iako jedu sve leteće kukce, pčele dominiraju u njihovoj prehrani. Opnokrilci (mravi, pčele i ose) čine 20% do 96% svih pojedenih kukaca, a od toga pčele čine otprilike trećinu.
Prije nego što pojede plijen, pčelarica mu skine žaoku tako što sjedne na granu i udara plijen o neku tvrdu površinu. Tako iz kukca izvuče i većinu otrova. Zanimljivo je što pčelarice love samo kukce koji se u tom trenutku nađu u zraku, a ignoriraju one koji su sletili.
Pčelarice su veoma društvene. Okupljaju se u kolonije i gnijezde se u tunelima koje iskopaju na pjeskovitim i strmim obalama. Često u tu svrhu koriste obale rijeka koje su se urušile. Ženka obično snese 2-9 bijelih jaja po leglu (ovisno o vrsti). Kako žive u kolonijama, ulazi u gnijezda su im obično označeni izmetom bijele boje. Većina vrsta je monogamna i oba roditelja se brinu o mladima, ponekada uz pomoć nekih drugih ptica iz kolonije.

## Opis
Pčelarice su morfološki prilično jednolična grupa. Dijele mnoge osobine sa svojim srodnicima iz reda modrivrana poput vodomara i zlatovrana. Imaju velike glave (ali ne toliko koliko njihovi srodnici), kratke vratove, šareno perje i kratke noge. Krila im mogu biti i široka i šiljasta, a njihov oblik je usko povezan s načinom hranjenja i tendencijama prema selidbi. Kraća i šira krila postoje kod vrsta koje su stanarice i lete kraće vrijeme dok traže hranu u gustim šumama i tršćacima. One s izduženijim krilima se češće sele. Sve pčelarice su veoma dobro prilagođene letu. Snažno se odbacuju u zrak, lete direktno, bez zaranjanja i mogu brzo mijenjati smjer leta. Međutim, pčelarice rijetko lebde u zraku.
Kljunovi pčelarica su zakrivljeni, dugi i imaju oštar vrh. Mogu jako ugristi, posebno na vrhu, i to koriste kao pincetu kako bi uhvatile kukce u zraku i zdrobile one manje. Na kratkim nogama se nalaze slaba stopala. Dok hodaju, kreću se jedva nešto bolje od geganja. Imaju oštre kandže koje koriste kada slijeću na vertikalne površine i također za iskopavanje gnijezda.
Perje kod ovih ptica je veoma šareno i kod većine vrsta dominira zelena boja. Merops nubicus i Merops nubicoides su uglavnom ružičaste boje. Većina pčelarica roda Merops imaju liniju preko očiju (tako zvanu "masku") i mnoge imaju različito obojena grla i lica. Udio zelene boje ovdje varira od skoro potpune prekrivenosti tijela zelenom kod Merops orientalis do skoro nikakve kod Merops albicollis. Tri vrste iz ekvatorijalne Afrike uopće ni nemaju zelene boje: Merops gularis, Merops muelleri i Merops malimbicus. Nekoliko vrsta ima dugu traku na repu, a kod nekoliko njih se ovo proširilo u "rekete".
Postoji samo malena razlika kod spolova većine vrsta. Kod nekih vrsta dužica oka je crvena kod mužjaka i smećkasto-crvena kod ženki, a kod vrsta s dugim repom, repovi su malo duži kod mužjaka. I žuta pčelarica i Nyctyornis amictus pokazuju razlike u boji perja, a Merops ornatus ima drugačije oblikovan rep.

## Rasprostranjenost, stanište i selidba
Pčelarice nastanjuju Stari svijet, od Europe do Australije. Najviše vrsta nastanjuje Afriku, a mnoge žive i u Aziji. Jedna vrsta, žuta pčelarica, nastanjuje Europu; Merops ornatus nastanjuje Australiju, a Merops superciliosus nastanjuje i Madagaskar (kao i dobar dio Afrike). Vrste roda Merops, koji sadrži najviše njih, su rasprostranjene u cijelom arealu ove porodice. Nyctyornis je ograničen na Aziju, od Indije i juga Kine do Sumatre i Bornea. U rod Meropogon spada samo jedna vrsta koja nastanjuje Sulawesi u Indoneziji.
Pčelarice su prilično skromne po pitanju potreba u staništu. Trebaju jednostavno neko uzvišenje odakle će tražiti plijen i tlo u kojem će iskopati gnijezda. Budući da love u letu, ne zavise ni od jednog tipa vegetacije. Jedna vrsta, Merops muelleri, nastanjuje guste šume gdje blizu tla lovi kukce pri slaboj svjetlosti. Još šest vrsta je vezano za kišne šume, ali žive na njihovom rubu.
Mnoge pčelarice su selice. Vrste koje se razmnožavaju u suptropskim ili umjerenim područjima Europe, Azije i Australije su sve selice. Žute pčelarice koje se razmnožavaju u južnoj Europi i Aziji sele se na zapad i jug Afrike. Jedna populacija ove vrste se razmnožava u Namibiji i na jugu Afrike; one se nakon parenja sele na sjever. U Australiji Merops ornatus se seli iz južnih područja svog areala do Indonezije i Nove Gvineje, ali je stanarica na sjeveru Australije. Nekoliko vrsta, poput Merops albicollis, se sele unutar Afrike. Najneobičnija selidba je ona kod vrste Merops nubicoides, koja se odvija u tri faze: nakon razmnožavanja u liniji između Angole i Mozambika, seli se do Bocvane, Namibije i Južnoafričke Republike prije nego krene na sjever do glavnih zimovališta na sjeveru Angole, u Kongu i Tanzaniji.

## Ponašanje
Pčelarice su aktivne po danu, iako se nekoliko vrsta ponekad seli noću ako je teren nepogodan za slijetanje ili ako lete iznad mora. Veoma su društvene. Parovi sjede zajedno tako blizu jedno drugog da se dodiruju. Često se i grupe odmaraju zajedno na ovakav način. Neke vrste su veoma društvene i izvan sezone parenja, a mnoge se gnijezde u kolonijama.
Društvene strukture kod Merops bulocki i Merops bullockoides su opisane kao "najkompleksnije u svijetu ptica". Žive u stalnim kolonijama na liticama i imaju stabilnu strukturu tijekom cijele godine. Ove kolonije se sastoje od klanova od dva ili tri para, pomagača i mladunčadi. Unutar kolonije mužjaci čuvaju svoga partnera, pokušavaju se pariti s drugom ženkom, a zatim se opet vraćaju na čuvanje svog partnera. Ženke, opet, pokušavaju snijeti jaja u susjedno gnijezdo. Unutar kolonije se također neke jedinke specijaliziraju za kleptoparazitizam, tj. kradu plijen koji su drugi uhvatili. Dnevna rutina kolonije je da se pojave iz rupa za gniježđenje ubrzo nakon zore, onda se čiste i sunčaju otprilike jedan sat, a zatim se raštrkaju u potrazi za hranom. Područja za hranjenje drže klanovi u koloniji. Pripadnici klana brane ta područja od drugih ptica svoje vrste, uključjući i od onih iz svoje kolonije. Klanovi se vraćaju u koloniju prije sumraka i onda idu na počinak. Kolonije su udaljene jedna od druge nekoliko stotina metara i nema skoro nikakvih odnosa između njih, iako mlade ptice mogu napustiti svoju koloniju i preći u drugu.
Pčelarice provode oko 10% vremena na opuštanje i čišćenje. Sunčaju se, kupaju u prašini ili u vodi. Sunčanje im pomaže da se zagriju ujutro, pa troše manje energije na zagrijavanje tijela. To je također društveni događaj, jer se više ptica nađe u istoj poziciji. Na kraju, to može stimulirati parazite u perju i natjerati ih da se počnu kretati, pa ih je lakše naći i ukloniti. Zbog toga što se gnijezde u rupama, pčelarice na sebi imaju mnogo parazita poput krpelja i muha. Sunčanje zajedno s kupanjem prašinom (ili, po mogućnosti, vodom), kao i rigorozno mitarenje, održavaju perje i kožu u dobrom zadravlju. Kada se kupaju u vodi, one plitko zaranjaju u lokvu vode, a onda slete na neko mjesto da bi očistile perje.

### Prehrana
Pčelarice se gotovo isključivo hrane kukcima iz zraka. Plijen hvataju ili u stalnom letu ili s nekog mjesta odakle ga mogu tražiti pogledom. Manje pčelarice s oblijim krilima obično love s grana bliže tlu, a veće love s vrhova drveća ili telegrafskih stupova. Jedna neobična tehnika koju koristi Merops nubicus je da uzjaše droplju. Mogu uočiti plijen s velike razdaljine; žuta pčelarica može vidjeti pčelu koja je 60 metara dalje, a Merops persicus je promatrana kako leti oko 100 m da bi ulovila veliku osu. Plijenu prilaze direktno ili straga. Obično ne love plijen koji sleti na tlo ili na biljku. Mogu pojesti manji plijen u letu, ali kod većeg plijena slijeću na neko mjesto i udaraju njime o podlogu da bi ga rasporile i pojele. Otrovne kukce prvo udaraju o granu, a onda trljaju zatvorenih očiju kako bi izvukle otrov. Ovo je instinktivno ponašanje, što je dokazano kada je jedan mladunac u zatočeništvu učinio isto ovo kada su mu divlje pčele pokazane prvi put. Bio je uboden prvih pet puta, ali je već nakon desetog mogao to uraditi baš kao i odrasli.
Pčelarice konzumiraju razne kukce; osim nekoliko neukusnih leptira jedu skoro sve kukce, od sićušnih muha roda Drosophila do velikih buba i vretenaca. Osim toga, zabilježeno je da jedu božje ovčice, termite, crvčke, skakavce, bogomoljke, muhe i noćne leptire. Za mnoge vrste dominantni plijen su pripadnici reda Hymenoptera, najviše ose i pčele. U sumiranju 20 istraživanja, omjer pčela i osa nasuprot drugim kukcima u ishrani je varirao od 20% do 96%, a prosječno 70%. Od toga, medonosne pčele mogu činiti veliki dio ishrane - čak i 89%.

### Razmnožavanje
Pčelarice su sezonski monogamne, ali neke vrste su monogamne tijekom više sezona. Za selice se smatra da formiraju nove veze svake sezone parenja. Udvaranje pčelarica je prilično nespektakularno, s iznimkom "leptirovog udvaranja" (gdje oba spola drže ispružena krila i glasaju se u isto vrijeme) kod Merops albicollis. Većina pripadnika ove porodice se udvaraju hranom, tj. mužjak donosi plijen ženki. Ženke dobiju većinu energije, kalcija i ostalih tvari potrebnih za stvaranje jaja baš od te hrane za udvaranje.
Kao i skoro sve modrivrane, pčelarice su dupljašice. U slučaju pčelarica, gnijezda su jazbine koje su iskopane u tlu, bilo u litice ili u ravno tlo. Oba tipa gniježđenja su riskantna: zemlja se može urušiti u gnijezda na ravnom tlu, a i ranjiva su na malene grabežljivce; s druge strane, gnijezda na liticama može prekriti rijeka kada nabuja, pa se tako unište stotine gnijezda. Mnoge vrste više vole litice, ali Merops boehmi se uvijek gnijezdi na ravnom tlu. Obje ptice u paru, kao i pomagači koji su im se pridružili, kopaju gnijezdo. Zemlju ili pijesak oslabe oštrim kljunom, a onda koriste stopala da ju izbace. Često se desi da pčelarice dopola iskopaju gnijezdo, pa ga onda napuste; tako kod nekih vrsta koje se ne gnijezde u kolonijama izgleda kao da ima još parova. Gradnja gnijezda može trajati i do 20 dana, tijekom kojih tim pticama kljun može otupiti ili se skratiti. Gnijezda se uglavnom koriste samo tijekom jedne sezone i rijetko ih se koristi dvaput, ali napuštena gnijezda pčelarica mogu koristiti mnoge ptice, zmije i netopiri kao sklonište i mjesta za razmnožavanje.
Pčelarice se mogu gnijezditi u parovima, manjim kolonijama ili velikim kolonijama. Manje vrste se više gnijezde u paru, one srednje veličine se gnijezde u manjim kolonijama, a one veće u velikim kolonijama koje mogu imati više tisuća njih. Ponekad u koloniji može biti više od jedne vrste pčelarica.

## Vrste
Porodica pčelarica se sastoji od dvije potporodice: Nyctyornithinae i Meropinae.
Porodica Meropidae
- Rod Nyctyornis: 
  - Nyctyornis amictus
  - Nyctyornis athertoni
- Rod Meropogon: 
  - Meropogon forsteni
- Rod Merops: 
  - Merops pusillus
  - Merops persicus
  - Merops orientalis
  - Merops albicollis
  - Merops hirundinaeus
  - Merops philippinus
  - Merops gularis
  - Merops muelleri
  - Merops bulocki
  - Merops bullockoides
  - Merops variegatus
  - Merops oreobates
  - Merops breweri
  - Merops revoilii
  - Merops boehmi
  - Merops viridis
  - Merops superciliosus
  - Merops ornatus
  - Žuta pčelarica (Merops apiaster)
  - Merops leschenaulti
  - Merops malimbicus
  - Merops nubicus
  - Merops nubicoides

## Galerija
- Nyctyornis amictus
- Merops pusillus
- Merops persicus
- Merops albicollis
- Merops hirundineus
- Merops philippinus
- Merops superciliosus
- Merops nubicoides

## Vanjske poveznice
|  | Zajednički poslužitelj ima stranicu o temi Meropidae    |
|  | Zajednički poslužitelj ima još gradiva o temi Meropidae |
|  | Wikivrste imaju podatke o taksonu Meropidae             |